# Twitch
Twitch – serwis internetowy będący platformą medialną udostępniającą wideo strumieniowe (na żywo), przeznaczony w głównej mierze do transmisji gier komputerowych oraz rozgrywek sportu elektronicznego. Strona została założona w czerwcu 2011 roku przez współwłaścicieli serwisu Justin: Justina Kana i Emmetta Sheara. W sierpniu 2014 roku platforma została kupiona przez Amazon.com za kwotę 970 milionów dolarów. Serwis był notowany w rankingu Alexa na miejscu 32.
Według danych serwisu, stronę każdego dnia odwiedza około 10 milionów użytkowników, aby oglądać gry wideo i rozmawiać na ich temat z grupą ponad 2 milionów nadawców.
Aplikacja Twitcha jest oficjalnie dostępna na platformach: Android, iOS, Xbox 360, Xbox One, PlayStation 3, PlayStation 4, PlayStation 5, Nvidia Shield oraz Amazon Fire TV.
Serwis jest też zintegrowany m.in. z platformą Origin i Uplay. Transmitowanie umożliwiają też funkcje sterowników do kart graficznych Nvidia i AMD (odpowiednio ShadowPlay i ReLive). Niektóre gry (np. Minecraft czy Eve Online) też są zintegrowane z platformą strumieniową.
Emotikon na czacie „Kappa” jest używany dziennie ponad milion razy przez użytkowników serwisu. Przedstawia on byłego pracownika serwisu Justin.tv, który później przekształcił się w Twitcha.

## Treść i odbiorcy
Twitch to platforma do udostępniania na żywo rozgrywek e-sportowych (w tym turniejów), osobistych transmisji poszczególnych graczy oraz programów talk-show związanych z grami komputerowymi. Wiele kanałów transmituje zmagania speedrunerów. Obecnie strona główna Twitcha wyświetla gry w kolejności zależnej od ich oglądalności. Przeciętny użytkownik jest mężczyzną w wieku od 18 do 34 lat, pomimo prób portalu zainteresowania tematyką innych grup wiekowych oraz kobiet. W październiku 2018 jednymi z najpopularniejszych gier transmitowanych na Twitchu były Fortnite, League of Legends, Call of Duty: Black Ops 4 oraz Dota 2 o łącznym czasie oglądania równym ponad 174 milionów godzin.
Twitch rozpowszechnia także treści niezwiązane z grami. Dla przykładu, w lipcu 2013 r. na stronie transmitowano spektakl Fester’s Feast z Comic-Con w San Diego, a 30 lipca 2014 r. odbyła się transmisja występu na żywo Steve’ego Aoki w nocnym klubie na Ibizie. W styczniu 2015 r. firma Twitch wprowadziła oficjalną kategorię dla transmisji muzycznych, takich jak audycje radiowe i produkcje muzyczne. W marcu 2015 firma ogłosiła, że stanie się nowym, oficjalnym partnerem streamingowym festiwalu Ultra Music Festival. Jest to festiwal muzyki elektronicznej odbywający się w Miami.
28 października 2015 r. Twitch uruchomił drugą kategorię niedotyczącą gier – „Creative”, która jest przeznaczona dla transmisji prezentujących tworzenie dzieł artystycznych. W celu promowania startu serwis transmitował ośmiodniowy maraton „Radości malowania” Boba Rossa.
W marcu 2017 r. firma Twitch dodała kategorię „IRL”, która umożliwia użytkownikom strumieniowe przesyłanie filmów na dowolny temat, niekoniecznie związany z grami.

### Dobroczynność
Nadawcy na Twitchu często udostępniają transmisje promujące i zbierające pieniądze na cele charytatywne. Do 2013 na stronie odbywały się wydarzenia, które łącznie zebrały ponad 8 milionów dolarów jako datki, takie jak Extra Life 2013. Suma, jaką Twitch zebrał do 2017 przekroczyła ponad 75 milionów dolarów darowizn.

### Problemy z opóźnieniem
Pod koniec 2013 roku – głównie europejscy – użytkownicy komputerów stacjonarnych odczuwali problemy związane z płynnością transmisji. Wynikały one z rosnącej popularności serwisu oraz używania starej wersji wtyczki Adobe Flash. W związku z zaistniałą sytuacją, Twitch dodawał kolejne serwery w tym regionie. Dodatkowo, w celu rozwiązania tych problemów, serwis wdrożył nowy system wideo, który okazał się bardziej wydajny. Początkowo nowy system był krytykowany przez użytkowników, ponieważ powodował znaczne opóźnienie transmisji, co zakłócało interakcję nadawcy z widzami. Personel Twitcha poinformował, że zwiększone opóźnienie było prawdopodobnie tymczasowe i w tamtym czasie było akceptowalnym kompromisem w celu zmniejszania buforowania.

### Niedozwolona zawartość
Użytkownicy Twitcha nie mogą transmitować gier, które są oceniane przez Entertainment Software Rating Board jako „Tylko dla dorosłych” (ang. AO – „Adults Only”) bez względu na ich ocenę poza USA. Zabronione jest również transmitowanie gier zawierających jawne treści seksualne lub nieuzasadnioną przemoc. Twitch jednoznacznie wykluczył gry takie jak: BMX XXX, Dramatical Murder, HuniePop, Rinse and Repeat, Second Life i Yandere Simulator. Zakazanie tej ostatniej gry zostało skrytykowane przez jej twórcę o pseudonimie YandereDev – uważał on, że gra została potraktowana niesprawiedliwie, ponieważ Twitch nie zakazał innych gier z podobną treścią, np. takich jak Mortal Kombat X, Grand Theft Auto lub Wiedźmin 3. Użytkownicy Twitcha nie mogą również przesyłać treści, które naruszają warunki korzystania z usług stron trzecich.